# Hülstener Wacholderheide
Koordinaten: 51° 47′ 53″ N, 7° 6′ 29″ O
Das ehemalige Naturschutzgebiet Hülstener Wacholderheide liegt auf dem Gebiet der Gemeinde Reken im Kreis Borken in Nordrhein-Westfalen und ist heute Teil des Naturschutzgebietes Weisses Venn – Geisheide.
Das Gebiet erstreckt sich südöstlich des Kernortes Reken und südöstlich des Rekener Ortsteils Hülsten. Südwestlich verläuft die Landesstraße L 652.

## Bedeutung
Für Reken ist ein 2,605 ha großes Gebiet seit 1962 als Naturschutzgebiet ausgewiesen. Das Gebiet wurde unter Schutz gestellt zur Erhaltung und Entwicklung einer Wacholderheide. 2008 wurde das Naturschutzgebiet erheblich vergrößert und zu „Weißes Venn – Geisheide“ umbenannt, welches auch die ursprüngliche Kennung BOR-036 übernommen hat.